# CloneDVD
CloneDVD(クローンディーブイディー)は、ElaborateBytes社が開発しているDVDのディスクイメージを抽出（リッピング）することができるライティングソフト。Windows上で動作する。主にDVD-Videoのバックアップを取るために使う。2層のDVDを1層に圧縮可能。なおコピーガード解除機能は備えていない為、別途、AnyDVDやDVDFab HD Decrypterを使用する必要がある。
オンラインではElaborateBytesによる直販の他、日本国内では以前ライブドアがPRO-Gというブランドで販売していたが、現在は株式会社AHSがパッケージ版を発売している。
マスコットキャラクターはヒツジ。